# Langues zoques
Les langues zoques sont un groupe de langue de la famille des langues mixe-zoque. Elles sont parlées par environ 70 000 personnes de l’ethnie zoque concentrées dans l’isthme de Tehuantepec, sur les États mexicains d'Oaxaca et Chiapas.

## Langues zoques
|  | popoluca de la Sierra  |
|  |                        |
|  | popoluca de Texistepec |
|  |                        |
|  | ayapaneco              |
|  |                        |

|  | zoque de Copainalá      |
|  |                         |
|  | zoque de Francisco León |
|  |                         |
|  | zoque de Rayón          |
|  |                         |

|  | zoque de Chimalpa : Santa Maria, San Miguel |
|  |                                             |

|  | zoque de Copainalá      |
|  |                         |
|  | zoque de Francisco León |
|  |                         |
|  | zoque de Rayón          |
|  |                         |

|  | zoque de Chimalpa : Santa Maria, San Miguel |
|  |                                             |

|  | popoluca de la Sierra  |
|  |                        |
|  | popoluca de Texistepec |
|  |                        |
|  | ayapaneco              |
|  |                        |

|  | zoque de Copainalá      |
|  |                         |
|  | zoque de Francisco León |
|  |                         |
|  | zoque de Rayón          |
|  |                         |

|  | zoque de Chimalpa : Santa Maria, San Miguel |
|  |                                             |

|  | zoque de Copainalá      |
|  |                         |
|  | zoque de Francisco León |
|  |                         |
|  | zoque de Rayón          |
|  |                         |

|  | zoque de Chimalpa : Santa Maria, San Miguel |
|  |                                             |

### Variantes zoques selon l’INALI
L’INALI classifie les variantes du zoque de la façon suivante :
| Noms                    | Autonymes               | États et municipalités                                                                  |
| ----------------------- | ----------------------- | --------------------------------------------------------------------------------------- |
| zoque du centre         | tsuni                   | Chiapas : Copainalá, Ostuacán, Tecpatán                                                 |
| zoque du Sud            | tsuni                   | Chiapas : Ocozocuautla, Tuxtla Gutiérrez                                                |
| zoque de l’Est          | ode                     | Chiapas : Ixhuatán, Ocotepec, Tapilula                                                  |
| zoque du Nord supérieur | ore                     | Chiapas : Amatán, Chapultenango, Ixtacomitán, Juárez, Pichucalco, Reforma, Solosuchiapa |
| zoque du Nord inférieur | ode                     | Chiapas : Ocotepec, Pantepec, Rayón, Tapalapa                                           |
| zoque du Nord-Est       | ote                     | Chiapas : Francisco León                                                                |
| zoque du Sud-Est        | ore                     | Chiapas : Jitotol                                                                       |
| zoque de l’Ouest        | angpø'n, angpø'n tsaame | Oaxaca : San Miguel Chimalapas, Santa María Chimalapas                                  |